# Nemrut Dağı (berg)
Nemrut Dağı (Koerdisch: Çiyayê Nemrûd, Armeens: Նեմրութ) is een werelderfgoed in Oost-Anatolië, in de Turkse provincie Adıyaman. Met 2150 meter is het de hoogste berg van het noordelijke Tweestromenland (Mesopotamië). Op de top van de berg, in een 50 meter hoge grafheuvel in de vorm van een piramide, is waarschijnlijk koning Antiochus Theos (69 - 40 v.Chr.) van Kommagene begraven. Voor de grafheuvel staat een complex met kolossale stenen sculpturen van koning Antiochus zelf, geflankeerd door twee leeuwen, twee adelaars en verscheidene Griekse, Armeense en Perzische goden, zoals Zeus, Tyche en Mithras. Rondom de grafheuvel liggen de stenen hoofden van de beelden.

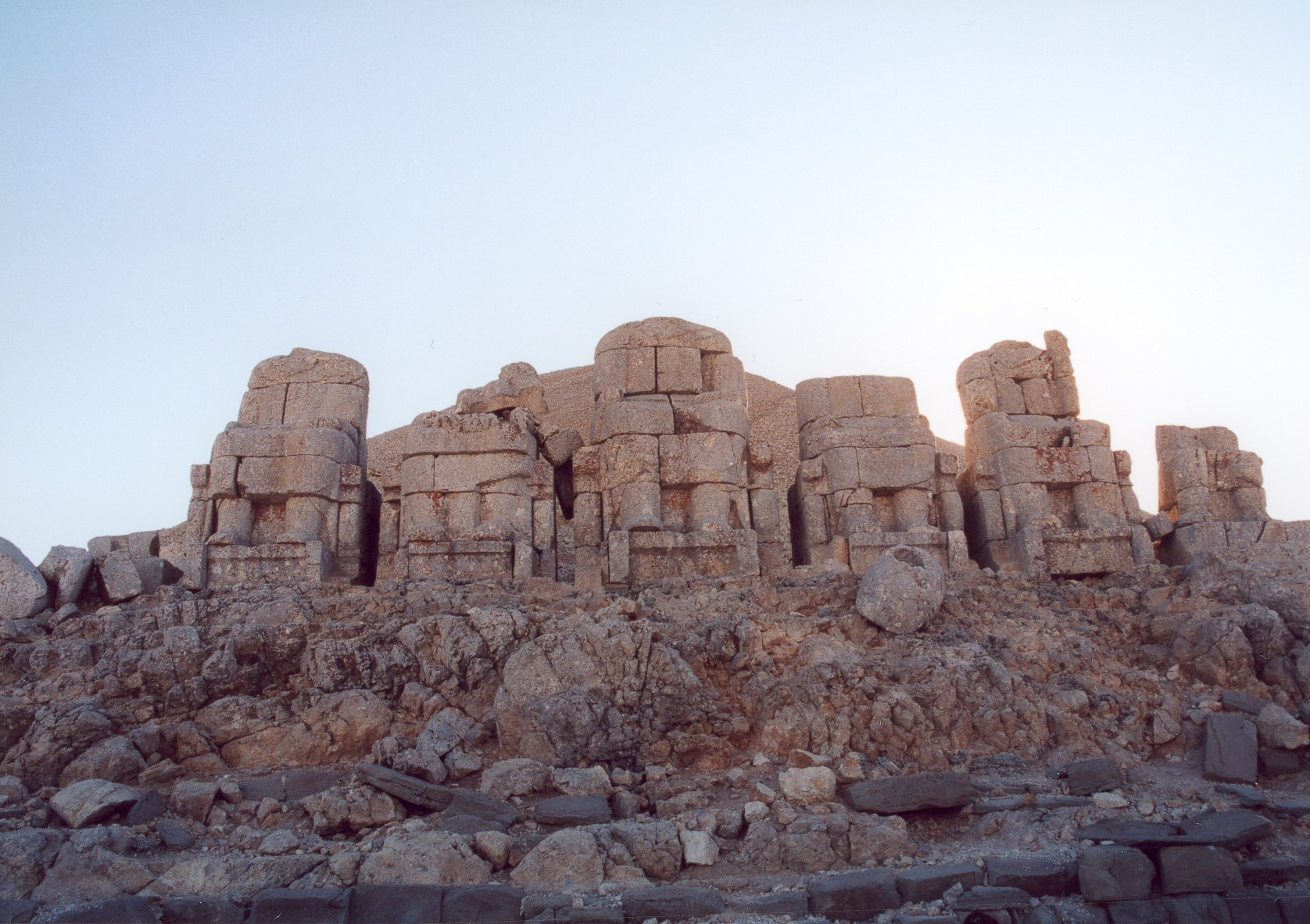
De lichamen van de stenen sculpturen